# شرکت ملی صادرات گاز ایران
شرکت ملی صادرات گاز ایران (NIGEC)، یکی از شرکت‌های تابعهٔ شرکت ملی نفت ایران است که در دی‌ماه سال ۱۳۸۱ خورشیدی و با مأموریت توسعه پروژه‌های صادرات گاز طبیعی، کار خود را آغاز کرد.

## موقعیت ایران در صنایع گازی جهان
ایران پس از روسیه، دومین کشور از لحاظ دارا بودن ذخایر گازی می‌باشد. میزان ذخایر گازی اثبات شده ایران تا سال ۲۰۰۵، ۵/۲۷ تریلیون متر مکعب بوده‌است که معادل ۱۶٪ کل ذخایر جهان می‌باشد. هم‌اکنون ایران بیشتر از ۴۲۴ میلیون متر مکعب گاز در روز برای واحدهای پتروشیمی، نیروگاه‌ها، صنایع داخلی، تزریق به چاه‌های نفت، مصارف خانگی و صادر کردن به کشورهای همسایه و بازارهای بین‌المللی تولید می‌کند.
اما شرکت نفتی «بریتیش پترولیوم» برای نخستین بار در چند دهه اخیر برآورد خود از ذخایر گاز طبیعی در جهان را کاهش داد و ایران را در رتبه نخست کشورهای صاحب ذخایر گازی در جهان قرار داده است.
این شرکت در شصت و دومین گزارش سالانه خود با نام «مرور آماری انرژی جهان در سال ۲۰۱۳»، ایران را با ۳۳٫۶ تریلیون مترمکعب ذخایر گازی در رتبه نخست کشورهای دارنده ذخایر گازی جهان قرار داد.
بر اساس این گزارش، ایران با جذب سرمایه‌های داخلی و خارجی به ویژه در میدان گازی پارس جنوبی، تلاش کرده‌است تا تولید گاز خود را افزایش دهد.
پارس جنوبی بخشی از میدان‌های گازی بزرگ مشترک میان ایران با قطر است. این میدان گازی وسعتی برابر با ۹۷۰۰ کیلومترمربع دارد که ۳۷۰۰ کیلومترمربع از آن در آب‌های ایران و ۶۰۰۰ کیلومترمربع آن در آبهای قطر قرار دارد.
بعلاوه شرکت ملی گاز ایران در ماه می اعلام کرد که ظرفیت پالایش گاز طبیعی این کشور به یک میلیارد مترمکعب در روز در ۲ سال گذشته افزایش خواهد یافت.
بریتیش پترولیوم برآورد ذخایر گازی روسیه را از ۴۴٫۶ تریلیون مترمکعب در سال گذشته به ۳۲٫۹ تریلیون مترمکعب کاهش داد. همچنین ذخایر گازی اثبات شده جهانی تا پایان سال ۲۰۱۲ را ۱۸۷٫۳ تریلیون مترمکعب برآورد کرد.